# کاستا آتلانتیکا
کاستا آتلانتیکا (به انگلیسی: Costa Atlantica) یک کشتی است که طول آن ۲۹۲٫۵۶ متر (۹۵۹٫۸ فوت) می‌باشد. این کشتی در سال ۱۹۹۹ ساخته شد.